# Wonbah
Wonbah är en ort i Australien. Den ligger i kommunen Bundaberg och delstaten Queensland, omkring 300 kilometer nordväst om delstatshuvudstaden Brisbane. Antalet invånare är 218.
Trakten runt Wonbah är nära nog obefolkad, med mindre än två invånare per kvadratkilometer.. Det finns inga andra samhällen i närheten. 
I omgivningarna runt Wonbah växer huvudsakligen savannskog. Genomsnittlig årsnederbörd är 933 millimeter. Den regnigaste månaden är mars, med i genomsnitt 188 mm nederbörd, och den torraste är september, med 25 mm nederbörd.